# Breithorn (Lötschental)
Pour les articles homonymes, voir Breithorn (homonymie).
Le Breithorn (ou Lötschentaler Breithorn pour le différencier des autres Breithorn) est un sommet des Alpes bernoises en Suisse. Il culmine à 3 785 mètres d'altitude. Il est l'un des grands sommets dominant la vallée du Lötschental dans le Valais.
Depuis 2001, le Lötschentaler Breithorn fait partie du site Jungfrau-Aletsch-Bietschhorn inscrit sur la liste du patrimoine mondial l'UNESCO.

## Géographie
Le Lötschentaler Breithorn est situé dans le canton du Valais sur une longue ligne de crêtes axée nord-est/sud-ouest et dominant le Lötschental sur son flanc nord-est. Sur cette ligne de crêtes, il est intercalé entre le Breitlauihorn et Lonzahörner. Le côté nord du Lötschentaler Breithorn présente une impressionnante muraille de rocher et de glace qui s'étire de l'Aletschhorn au Bietschhorn. Une ligne de crête d'orientation ouest-sud-ouest se détache de son sommet en direction du Gredetschhorn et du Nesthorn délimitant sa face sud rocheuse, haute de 500 m, et la face nord-est glaciaire où l'on trouve le Beichgletscher, voie normale d'ascension à partir de la cabane d'Oberaletsch.
Au niveau géologique, le Breithorn est principalement constitué de gneiss granitique de l'Aar réputé pour son excellente qualité.

## Premières ascensions
- 28 août 1869 : versant est par Ernst Justus Häberlin, Rubi et les guides Andreas et Johann Von Weissenfluh.
- 27 juillet 1897 : face nord-ouest et arête sud-ouest par Charles Flach, Theodor Kalbermatten et Joseph Rubin.
- 14 août 1898 : arête ouest-sud-ouest par François et Sylvain Pession et George Yeld.
- février 1917 : hivernale à ski par Hans Morgenthaler et Bernhard Lauterburg.
- 29 août 1922 : arête sud par Émile-Robert Blanchet et le guide de Saas-Fee Peter Marie Zurbriggen.

## Alpinisme
- Arête sud-est (AD-).
- Arête sud-ouest (AD).
- Arête Blanchet - arête sud (D).

## Accès
- Cabane Baltschiederklause (2 783 m).
- Oberaletschhütte (2 640 m).